# Каспър (филм)
„Каспър“ (на английски: Casper) е американски семеен филм от 1995 г., на режисьора Брад Силбърлинг. Премиерата на филма е на 26 май 1995 г.

## Сюжет
Внимание:  Текстът по-долу разкрива сюжета на произведението (или части от него)!
Д-р Харви и дъщеря му, заживяват в преследвана от пакостливи духове стара къща. Едно момиче се сприятелява с една малка призрачна душичка – Каспър.

## Актьорски състав
| Актьор                                           | Роля               |
| ------------------------------------------------ | ------------------ |
| Малачи Пиърсън (глас) Девън Сауа (човешка форма) | Каспър             |
| Кристина Ричи                                    | Катлийн Харви      |
| Бил Пулман                                       | Джеймс Харви       |
| Кати Мориарти                                    | Кариган Критъндън  |
| Ерик Айдъл                                       | Пол „Дибс“ Плъцкър |
| Джо Нипоти                                       | Стреч              |
| Джо Аласки                                       | Стинки             |
| Брад Гарет                                       | Фатсо              |
| Ейми Бренеман                                    | Амелия Херви       |
| Бен Стийн                                        | Раг                |
| Джесика Уесън                                    | Амбър Уитмор       |
| Дон Новело                                       | Гуидо Сардучи      |
| Джон Касир                                       | Пазител на крипта  |
| Джес Харнел                                      | Арнолд             |

## В България
В България филмът е излъчен на 27 октомври 2002 г. по Канал 1 с български войсоувър дублаж.
През 2006 г. е издаден на DVD от Прооптики България с войсоувър дублаж на Александра Аудио. Екипът се състои от:
| Изпълнителен продуцент | Васил Новаков                                                |
| Преводач               | Катерина Бързева                                             |
| Озвучаващи артисти     | Ася Братанова Светлана Смолева Тодор Георгиев Петър Върбанов |
| Тонрежисьор            | Петър Костов                                                 |
| Режисьор на дублажа    | Василка Сугарева                                             |